# Wimbledon 1888
De 12e editie van het Britse grandslamtoernooi, Wimbledon 1888, werd gehouden van zaterdag 2 tot en met donderdag 7 juli 1888. Voor de vrouwen was het de 5e editie van het Britse graskampioenschap. Het toernooi werd gespeeld op de toenmalige locatie op de Worple Road bij de All England Lawn Tennis and Croquet Club in de wijk Wimbledon van de Britse hoofdstad Londen.
Zoals toen gebruikelijk was, speelden de spelers om de titelverdediger te mogen uitdagen in de finale "challenge round".
Ernest Renshaw won in de finale van Herbert Lawford.
Lottie Dod won in de finale van Blanche Bingley-Hillyard.

## Belangrijkste uitslagen
Mannenenkelspel

Finale: Ernest Renshaw (Verenigd Koninkrijk) won van Herbert Lawford (Verenigd Koninkrijk) met 6-3, 7-5, 6-0 
Vrouwenenkelspel

Finale: Lottie Dod (Verenigd Koninkrijk) won van Blanche Bingley-Hillyard (Verenigd Koninkrijk) met 6-3, 6-3 
Mannendubbelspel

Finale: Ernest Renshaw (Verenigd Koninkrijk) en William Renshaw (Verenigd Koninkrijk) wonnen van Herbert Wilberforce (Verenigd Koninkrijk) en Patrick Bowes-Lyon (Verenigd Koninkrijk) met 7-5, 6-3, 6-2 
Het vrouwendubbelspel en gemengd dubbelspel werden in 1913 voor het eerst georganiseerd.
Een juniorentoernooi werd voor het eerst in 1947 gespeeld.